# Guanchemumien i Madrid
Guanchemumien i Madrid (Momia guanche de Madrid) er en Guanchemumie fundet i Herques-kløften på øen Tenerife (Spanien) i slutningen af det attende århundrede. I øjeblikket befinder det sig på Nationale Arkæologiske Museum i Madrid.
Mumien kom til Madrid som en gave til Kong Karl 3. Mumien er en mand, der fremhæves for sin høje kvalitet af konservering. Tenerifes nuværende regering har søgt om dens hjemkomst til øen.